# Diya (diritto)
La diya (in arabo دية‎?) è la compensazione legale, prevista nel diritto islamico, nei casi di omicidio o grave violenza portata a un essere umano.
L'origine dell'istituto va cercata nel periodo della jāhiliyya, quando la continua litigiosità delle tribù arabe esigeva si mettesse un freno alla vendetta (thaʾr) perpetrata dai singoli in caso di offesa (o ritenuta tale), chiamando in causa il solidale intervento della tribù di appartenenza, a ciò vincolata dalle norme non scritte della muruwwa.
Originariamente la tradizione riporta come compensazione da accordare al gruppo dell'offeso la cifra di cento dromedari, ma non mancano tradizioni che parlano invece di soli dieci animali.
Ben presto tale ammontare di animali fu sostituito alla bisogna da una somma pecuniaria, oscillante a seconda dei luoghi e dei tempi: 1000 dīnār o 10 000-12 000 dirham, ovvero duecento bovini, o mille pecore o duecento capi d'abbigliamento.
L'obbligo della diya interveniva in ogni caso di violenza, salvo quella portata intenzionalmente, per la quale interveniva il diritto di vendetta del gruppo, malgrado si cercasse in vario modo di convincere il gruppo offeso ad accettare comunque una compensazione. 
Il Corano conferma la tradizione tribalizia araba preislamica, con alcune eccezioni, tra cui spicca l'obbligo della compensazione pecuniaria in caso di omicidio accidentale.
Non vi sono in proposito significative differenze tra diritto sunnita e diritto sciita, neppure nel caso di diya dovuta per l'uccisione di un non-musulmano (dhimmi), che oscilla tra un terzo e la metà della somma dovuta per la morte di un musulmano, anche se il madhhab hanafita prescrive un identico ammontare per i due distinti casi.